# Перники
Перники (словен. Perniki) су насељено место у општини Горје, Горењска регија, Словенија.

## Историја
До територијалне реорганизације у Словенији били су у саставу старе општине Радовљица.

## Становништво
У попису становништва из 2011. године, Перники су имали 17 становника.
| Број становника према пописима | Број становника према пописима | Број становника према пописима |
| ------------------------------ | ------------------------------ | ------------------------------ |
| 1991                           | 2002                           | 2011                           |
| 16                             | 13                             | 17                             |